# Ecologia teòrica

Els models matemàtics desenvolupats en l'ecologia teòrica prediuen que les cadenes alimentàries complexes són menys estables que les xarxes simples.

L'ecologia teòrica és una disciplina científica dedicada a estudiar els sistemes ecològics fent servir mètodes teòrics com els models conceptuals simples, models matemàtics, simulació per ordinador i anàlisi de dades avançats. Els models milloren la comprensió del món natural revelant com sovint la dinàmica de les poblacions de les espècies està basada en processos i condicions biològiques fonamentals. A més aquest camp científic intenta unificar un rang divers d'observacions empíriques assumint que els processos mecànics comuns generen fenòmens observables a través de les espècies i els ambients ecològics. Els ecoòlegs teòrics són capaços de descobrir nous aspectes no intuïtius sobre els processos naturals.
Aquest camp científic és ampli i inclou fonaments en la matemàtica aplicada, la ciència informàtica, la biologia, la física estadística, la genètica, la química, l'evolució i la biologia de la conservació. L'ecologia teòrica intenta explicar un rang divers de fenòmens com el creixement de les poblacion i la dinàmica de les zones pesqueres, la competència, la teoria de l'evolució, epidemiologia, el comportament animal i la dinàmica de grups, les xarxes alimentàries i els efectes del canvi climàtic.

## Models
Com en la majoria d'altres ciències els models matemàtics formen el fonament de l'ecologia teòrica.
- Models fenomenològics: des de patrons observats en les dades.[1]
- Models mecanicistes, amb funcions i distribucions basades en raonaments teòrics sobre processos ecològics.[1]

Els models ecològics poden ser deterministes o estocàstics.

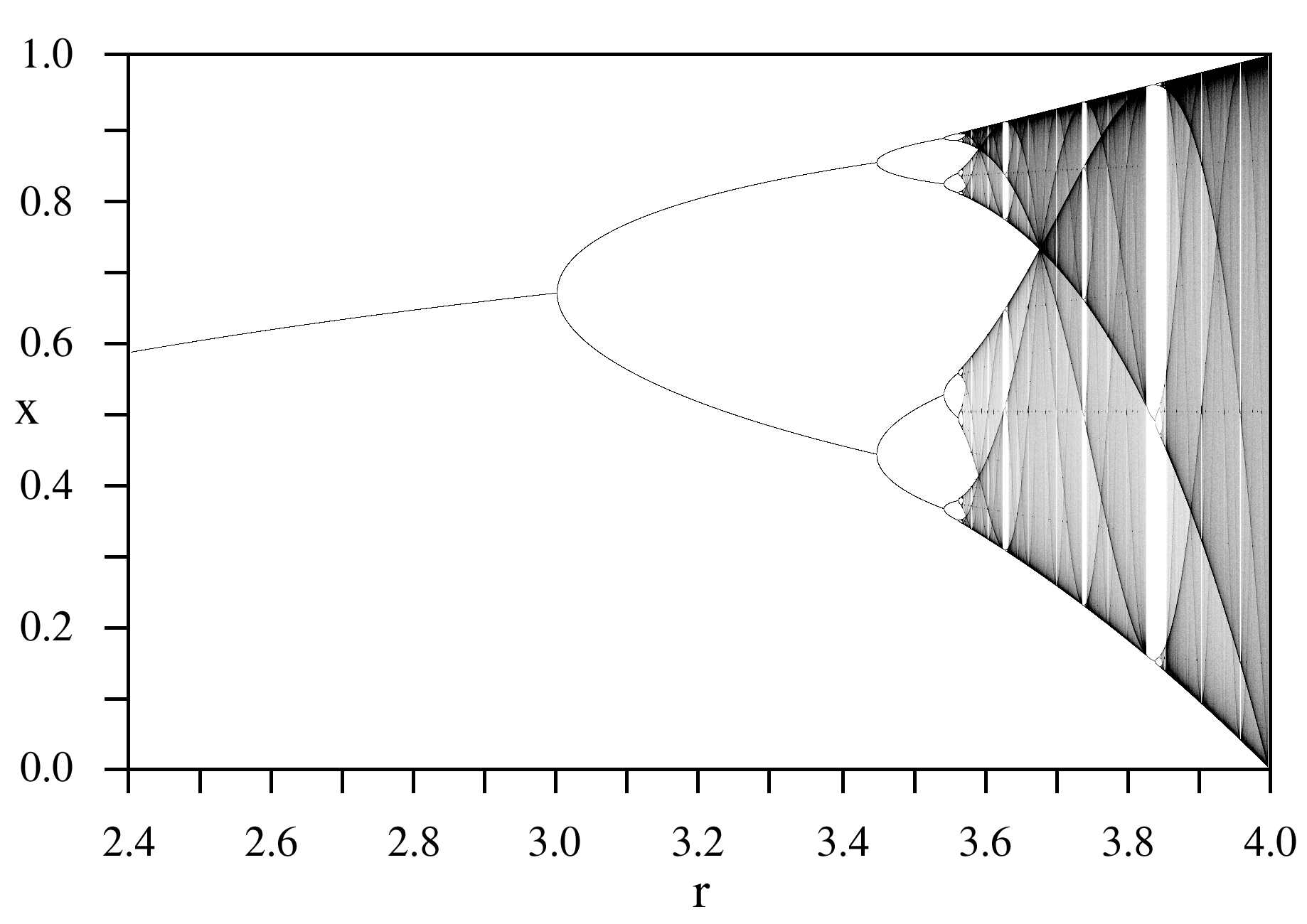
Diagrama de la bifurcació del mapa logístic

La teoria de la bifurcació es fa servir per mostrar com petits canvis en valors dels paràmetres poden originar sortides molt importants. El mapa logístic és un mapa polinomial que proporciona exemples de com pot sorgir comportaments caòtics a partir d'equacions no linears.
Com que els sistemes ecològics són típicament no lineals sovint no poden sser resolts analíticament i per això cal usar altres tècniques.